# Miasto Stolic
Miasto Stolic (ros. Город Столиц) – wielofunkcyjny kompleks wybudowany na obszarze Moskiewskiego Międzynarodowego Centrum Biznesowego. Składa się on przede wszystkim z dwóch wieżowców symbolizujących dwa największe miasta Rosji: Moskwę i Petersburg. W 2010 (roku ukończenia) wieża „Moskwa” (najwyższa część kompleksu, 302 metry) prześcignęła najwyższy wówczas budynek w Moskwie: Basznię na Nabiereżnoj.